# Obič
Obič (in bulgaro Обич?) è un film del 1972 diretto da Ljudmil Stajkov.

## Riconoscimenti
- Gran Premio 1973 al Festival di Mosca